# 三大古窯
三大古窯（さんだいこよう）は、日本の古代に須恵器や瓦などを焼いた窯跡が多く集まる3箇所の代表的な窯である。

## 産地
- 陶邑窯跡群（大阪府堺市ほか）
- 猿投窯跡群（愛知県名古屋市ほか）
- 渥美窯跡群（愛知県田原市ほか）または、牛頸窯跡群（福岡県大野城市ほか）[注 1]。